# Ein táttur er silvur
Ein táttur er silvur (da: "Én del er sølv" ?) er en færøsk historisk roman fra 2019 af Sólrún Michelsen. Romanen er den første af en trilogi. Året efter udkom Ein annar er gull ("En anden er guld"), og i 2021 udkom Fáur fær tráðin heilt slættan (De færreste får tråden helt jævn).
Trilogien er en familiesaga, som er baseret på hændelser fra virkeligheden omkring år 1900 på Færøerne, men er fiktion. Romanen, Ein táttur er silvur, starter med, at en mor dør i barselsseng fra 10 børn. Der bliver ikke talt om sorgen, faderen bliver gift igen, og børnene bliver spredt rundt omkring på Færøerne. Religion, politik og fagforeningspolitik fra tiden omkring 1900 fletter sig ind i hændelserne. Bl.a. hører man om den danske præst Axel Frederik Moe, som Dansk Indre Mission sendte til Færøerne. En af de ti børn, en pige, har store drømme om at rejse ud i verden. Hun arbejder som tjenstepige på en bondegård, for at få råd til at udføre sine drømme, men bliver voldtaget af bonden og bliver gravid. Hovedpersonen og hændelser, der sker for hende, er baseret på virkelige hændelser. Hændelserne foregår dels på øen Suðuroy og dels i København.